# Agnone

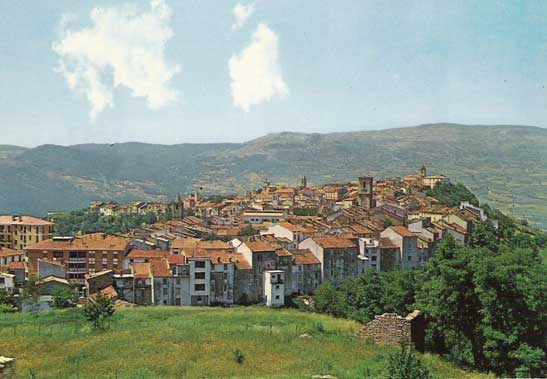
Agnone

Agnone is een gemeente in de Italiaanse provincie Isernia (regio Molise) en telt 5685 inwoners (31-12-2004). De oppervlakte bedraagt 96,2 km², de bevolkingsdichtheid is 59 inwoners per km².
De volgende frazioni maken deel uit van de gemeente: Villacanale, Fontesambuco.

## Demografie
Agnone telt ongeveer 2321 huishoudens. Het aantal inwoners daalde in de periode 1991-2001 met 5,9% volgens cijfers uit de tienjaarlijkse volkstellingen van ISTAT.
| Jaar | Inwoneraantal |
| ---- | ------------- |
| 1991 | 6207          |
| 2001 | 5842          |

## Geografie
De gemeente ligt op ongeveer 850 m boven zeeniveau.
Agnone grenst aan de volgende gemeenten: Belmonte del Sannio, Capracotta, Carovilli, Castelverrino, Castiglione Messer Marino (CH), Pescolanciano, Pescopennataro, Pietrabbondante, Poggio Sannita, Rosello (CH), Schiavi di Abruzzo (CH), Vastogirardi.